# Iglesia de San Cayetano (Rașcov)
La Iglesia del San Cayetano es una iglesia católica de la época de gobierno Polaco en Raşcov, en el norte de Transnistria un territorio independiente de facto que reclama Moldavia.
El templo  ha sido objeto recientemente de una amplia renovación, y que el gobierno local lo considera un lugar de patrimonio histórico.  La iglesia fue construida en el siglo XVI, cuando el norte de Transnistria ra una parte de la Corona del Reino de Polonia (Korona Królestwa Polskiego).